# Atok
Atok (Bayan ng Atok) är en kommun i Filippinerna. Kommunen ligger på ön Luzon, och tillhör provinsen Benguet. Folkmängden uppgår till 16 657 invånare.
Atok är indelat i 8 barangayer.

## Bildgalleri

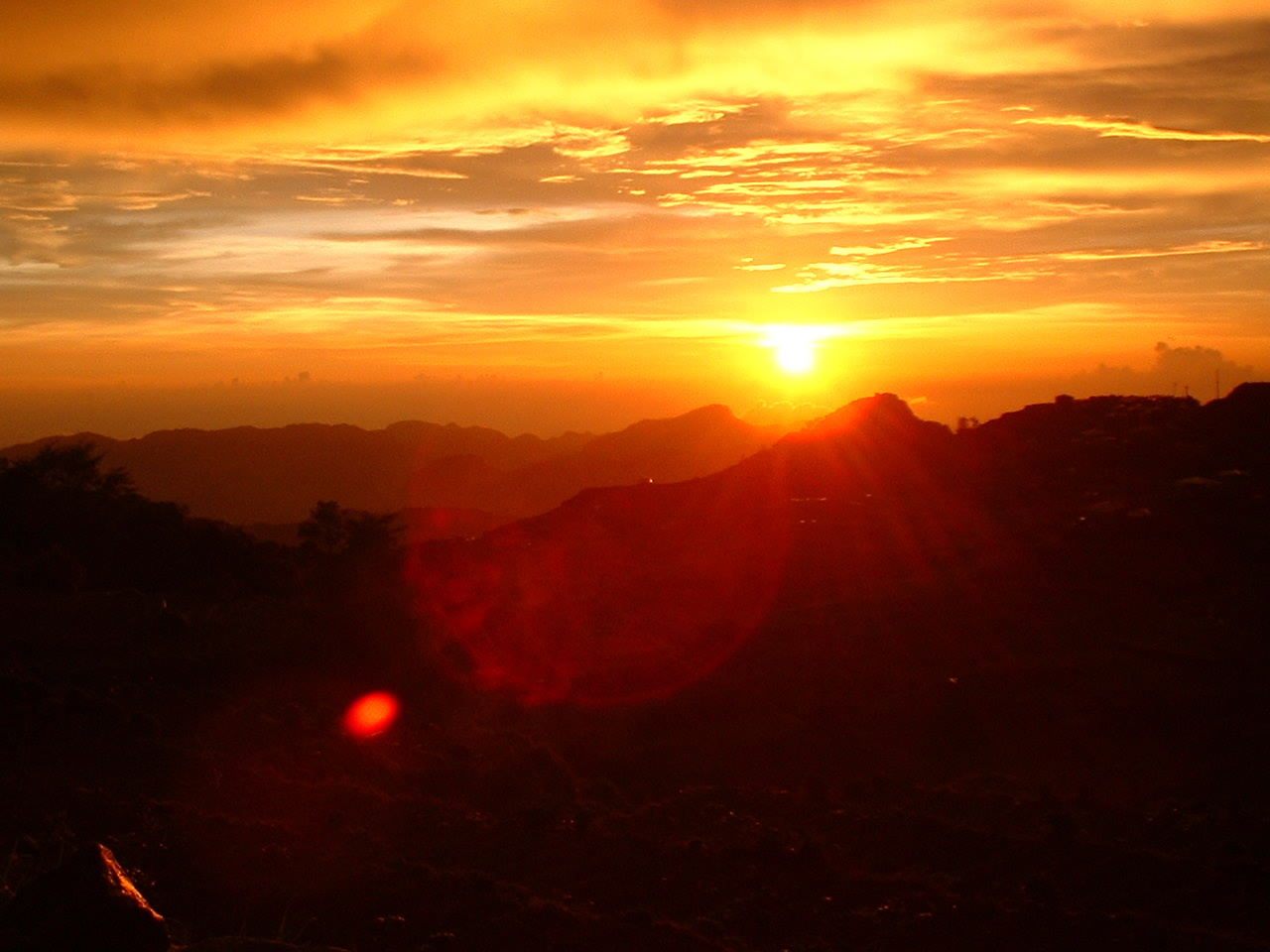

### Allmänna källor
- Quick Tables: List of Municipalities
- Population and Housing